# Zgrzewanie
Zgrzewanie – rodzaj technologii trwałego łączenia części urządzeń lub konstrukcji wykonanych z metalu lub z tworzyw sztucznych. Polega ono na rozgrzaniu stykających się powierzchni tak, aby przeszły one w stan plastyczny (ciastowaty) i dociśnięciu ich. Uplastycznieniu ulega tylko niewielka objętość na granicy styku.
W zależności od stosowanej metody zgrzewania najpierw następuje docisk, a potem rozgrzewanie, albo odwrotnie, najpierw rozgrzewanie, a potem docisk powierzchniowy.

## Rodzaje zgrzewania
- elektryczne oporowe (rezystancyjne)
- gorącym powietrzem
- ogniskowe
- zgniotowe
- wybuchowe
- tarciowe (np. z przemieszczeniem - FSW, doczołowe obrotowe - RFW)
- ultradźwiękowe
- indukcyjne
- dyfuzyjne
- zwarciowe
- iskrowe
- prądami wielkiej częstotliwości
- gorącą płytą
- wibracyjne

Do łączenia części metalowych najpowszechniej stosowane jest zgrzewanie elektryczne oporowe. Zgrzewanie ogniskowe (podgrzewanie na palenisku koksowym lub w piecu i następnie kucie młotem) jest już metodą przestarzałą i stosowaną rzadko nawet w rzemiośle.
Niektóre techniki zgrzewania umożliwiają łączenie ceramiki z metalem lub stopami.